# La Main de la momie
Pour plus de détails, voir Fiche technique et Distribution.
La Main de la momie  (The Mummy's Hand) est un film américain en noir et blanc réalisé par Christy Cabanne, sorti en 1940.

## Résumé
En Égypte, Andoheb se rend sur la colline des sept chacals en réponse à la convocation royale du grand prêtre de Karnak. Le prêtre mourant de la secte explique l'histoire de Kharis à Andoheb, impliquant le vol de feuilles de tana sacrées qui peuvent redonner vie à la princesse morte Ananka, que Kharis aime secrètement. La peine de Kharis après sa découverte est d'être enterré vivant, sans langue, et les feuilles de tana sont enterrées avec lui. Pendant le cycle de la pleine lune, le fluide du breuvage de trois feuilles de tana doit être administré à la créature pour la maintenir en vie. Si des pillards pénètrent dans la tombe de la princesse, un fluide de neuf feuilles rétablira le mouvement du monstre.
Pendant ce temps, en 1940, sur sa chance, l'archéologue Steve Banning et son acolyte, Babe Jenson, découvrent les restes d'un vase cassé dans un bazar du Caire. Banning est convaincu qu'il s'agit d'une authentique relique égyptienne antique, et son interprétation des hiéroglyphessur le morceau le font croire qu'il contient des indices sur l'emplacement de la tombe de la princesse Ananka. Avec le soutien de l'éminent Dr Petrie (Charles Trowbridge) du Musée du Caire, mais contre la volonté d'Andoheb, qui est également employé par le musée, Banning cherche des fonds pour son expédition. Banning et Jenson rencontrent un magicien américain, Solvani (Cecil Kellaway), qui accepte de financer leur quête. Sa fille Marta n'est pas aussi convaincue, grâce à une visite préalable d'Andoheb, qui qualifie les deux jeunes archéologues de fraudeurs. L'expédition part à la recherche de la colline des sept chacals, suivie par les Solvanis. Dans leurs explorations, ils tombent sur la tombe de Kharis, trouvant la momie avec les feuilles de tana, mais ne trouvent rien qui indique l'existence de la tombe d'Ananka. Andoheb apparaît au Dr Petrie dans la momie 's caverne et fait sentir au scientifique surpris le pouls de la créature. Après avoir administré le breuvage de tana à partir de neuf feuilles, le monstre envoie rapidement Petrie et s'échappe avec Andoheb, par un passage secret, vers le temple de l'autre côté de la montagne. La créature continue ses maraudages périodiques à propos du camp, tuant un surveillant égyptien et finissant par attaquer Solvani et kidnapper Marta. Banning et Jenson ont entrepris de retrouver Kharis, Jenson faisant le tour de la montagne et Banning tentant de suivre le passage secret qu'ils ont découvert à l'intérieur de la tombe.La créature continue ses maraudages périodiques à propos du camp, tuant un surveillant égyptien et finissant par attaquer Solvani et kidnapper Marta. Banning et Jenson ont entrepris de retrouver Kharis, Jenson faisant le tour de la montagne et Banning tentant de suivre le passage secret qu'ils ont découvert à l'intérieur de la tombe.La créature continue ses maraudages périodiques à propos du camp, tuant un surveillant égyptien et finissant par attaquer Solvani et kidnapper Marta. Banning et Jenson ont entrepris de retrouver Kharis, Jenson faisant le tour de la montagne et Banning tentant de suivre le passage secret qu'ils ont découvert à l'intérieur de la tombe.
Andoheb a ses propres projets. Passionné par la beauté de Marta, il prévoit de s'injecter à lui-même et à son captif du fluide tana, les rendant tous les deux immortels. Jenson arrive à temps et abat Andoheb à l'extérieur du temple, tandis que Banning tente de sauver la fille. Cependant, Kharis apparaît sur la scène et les balles de Banning n'ont aucun effet sur l'être immortel. Marta a entendu Adoheb dire le secret du liquide de tana et dit à Banning et Jenson que Kharis ne doit plus être autorisé à boire du sérum. Lorsque la créature porte le sérum tana à ses lèvres, Jenson tire le récipient de sa prise. Tombant au sol, Kharis tente d'ingérer le liquide vital renversé. Banning saisit l'occasion de renverser un brasier sur le monstre, l'engloutissant dans les flammes. À la fin, les membres de l'expédition retournent joyeusement aux États-Unis avec la momie d'Ananka et le butin de sa tombe.

## Fiche technique
- Titre français : La Main de la momie
- Titre original : The Mummy's Hand
- Réalisation : Christy Cabanne
- Scénario : Griffin Jay et Maxwell Shane
- Photographie : Elwood Bredell
- Montage : Philip Cahn
- Musique : Hans J. Salter et Frank Skinner
- Direction artistique : Jack Otterson
- Costumes : Vera West
- Producteur : Ben Pivar
- Société de production : Universal Studios
- Pays d'origine : États-Unis
- Langue : Anglais
- Lieux de tournage : Universal City, Californie, États-Unis
- Format : noir et blanc — 35 mm — 1,37:1 — Son : Mono (Western Electric Mirrophonic Recording)
- Genre : Film d'épouvante
- Durée : 67 minutes
- Dates de sortie : 
  - États-Unis : 20 septembre 1940
  - France : 15 avril 1953
- Affiche : René Lefèbvre (France)